# Ariadna pragmatica
Ariadna pragmatica är en spindelart som beskrevs av Chamberlin 1924. Ariadna pragmatica ingår i släktet Ariadna och familjen sexögonspindlar. Inga underarter finns listade i Catalogue of Life.